# Рябинка (Липецкая область)
Рябинка — деревня Малобоевского сельсовета Елецкого района Липецкой области.

## География
Рябинка находится южнее деревни Сосенка. Рядом расположены большой водоём и ветка железнодорожной линии.
В деревне имеется одна улица — Тихая.

## Население
| 2010 |
| ---- |
| 1    |